# فيكتوريا فليتشير
فيكتوريا فليتشير (بالإنجليزية: Victoria Fletcher)‏ (1993 - ) هي لاعبة كرة يد أستراليا.

## وصلات خارجية
- فيكتوريا فليتشير على موقع أوليمبيديا (الإنجليزية)